# Sinfonía n.º 49 (Haydn)

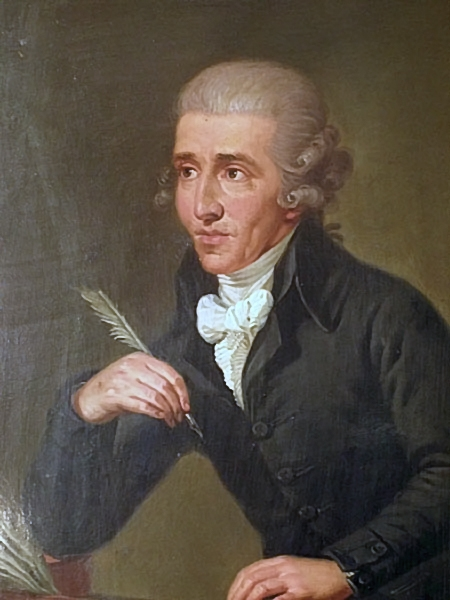
Haydn hacia 1770.

La Sinfonía n.º 49 en fa menor, Hob. I:49, también conocida como La pasión o La passione, fue compuesta por Joseph Haydn en 1768, durante el periodo Sturm und Drang del compositor.

## Historia
La producción sinfónica del maestro austríaco puede dividirse a grandes rasgos en tres bloques temporales: el primer bloque (1757-1761) se corresponde con su periodo al servicio del conde Carl von Morzin (n.º 1 - n.º 5); el segundo bloque en la corte Esterházy (1761-1790 pero con la última sinfonía para el público de Esterházy en 1781); y el tercer bloque (1782-1795) comprende las Sinfonías de París (n.º 82 - n.º 87) y las Sinfonías de Londres (n.º 93 - n.º 104). El 1 de mayo de 1761 el compositor firmó su contrato como vice-kapellmeister (más tarde kapellmeister) de la familia Esterházy, que nominalmente duró 48 años, hasta su muerte.
La composición de esta pieza se desarrolló en 1768. Muchos especialistas, incluido el propio Haydn, han atribuido la experimentación del compositor a su separación física de la corriente musical dominante. En 1766 el príncipe Nicolás Esterházy concluyó la residencia familiar, el palacio de verano llamado Eszterháza, donde Haydn viviría y trabajaría hasta 1790. El palacio estaba lo suficientemente lejos de Viena como para dificultar las visitas frecuentes a la ciudad, y las numerosas obligaciones de Haydn las hacían casi imposibles. Como Haydn relató más tarde a un biógrafo: "Estaba aislado del mundo, nadie cerca de mí podía confundirme y atormentarme, y así tuve que volverme original". No obstante, algunos expertos han relacionado el estilo de Haydn en este periodo con el movimiento Sturm und Drang.
El sobrenombre La pasión o La passione, como los de otras sinfonías de Haydn, no proviene del propio compositor. Se cree que fue asignado por su editor francés y proviene directamente de los rasgos musicales de la pieza: el primer movimiento lento según la tradición de la sonata da chiesa, la tonalidad menor y la asociación con el período Sturm und Drang del compositor. A partir de esta interpretación tradicional, H. C. Robbins Landon la ha descrito como una obra de «colores oscuros, sombría, e incluso trágica». Según otras fuentes el sobrenombre se remonta a una interpretación dada durante la Semana Santa en la ciudad alemana de Schwerin en 1790, donde se prohibió interpretar la música profana entre 1756 y 1785. Esto sugiere que el nombre se deriva de las circunstancias de la época y no por un tema específicamente encadenado con la Pasión. Entonces, la sugerencia que la sinfonía tenga un tal motivo es una interpretación posterior.

## Instrumentación
La partitura está escrita para una orquesta formada por:
- Viento madera: 2 oboes y 1 fagot.
- Viento metal: 2 trompas.
- Cuerda: una sección de cuerdas con 2 violines, viola, violonchelo y contrabajo.
- Teclado: clavecín como bajo continuo.

En aquella época se solía emplear un fagot para amplificar la voz del bajo, incluso sin una notación separada. En cuanto a la participación del clavecín como bajo continuo en las sinfonías de Haydn existen diversas opiniones entre los estudiosos: James Webster se sitúa en contra; Hartmut Haenchen a favor; Jamie James en su artículo para The New York Times presenta diferentes posiciones por parte de Roy Goodman, Christopher Hogwood, H. C. Robbins Landon y James Webster. A partir de 2019 la mayor parte de las orquestas con instrumentos modernos no utiliza el clavecín como continuo. No obstante, existen grabaciones con clavecín en el bajo continuo realizadas por: Trevor Pinnock (Sturm und Drang Symphonies, Archiv, 1989-1990); Nikolaus Harnoncourt (n.º 6–8, Das Alte Werk, 1990); Sigiswald Kuijken (incluidas las Sinfonías de París y Londres; Virgin, 1988-1995); Roy Goodman (Ej. n.º 1-25, 70-78, 82-87; Hyperion, 2002).

## Estructura y análisis
La sinfonía consta de cuatro movimientos:
- I. Adagio, en fa menor 3
4
- II. Allegro di molto, en fa menor 4
4
- III. Menuet, en fa menor – Trio, en fa mayor 3
4
- IV. Finale. Presto, en fa menor 2
2

La interpretación de esta obra dura aproximadamente entre 20 y 25 minutos. Es considerada la más radical de las sinfonías que Haydn compuso entre 1766 y 1772. La naturaleza aventurera y expresiva de estas sinfonías muestra el deseo del compositor de ampliar el alcance del género más allá de su papel tradicional como elegante entretenimiento para la alta burguesía. Los sobrenombres populares que inspiraron algunas de estas obras, como la Sinfonía n.º 44 Fúnebre y la n.º 49 La passione, indican que lo consiguió. De especial importancia son las sinfonías en tonalidades menores de este periodo: las Sinfonías n.º 26, 39, 44, 45, 49 y 52; muestran el ingenio que caracterizaría sus obras posteriores. Pero también contienen un lenguaje más áspero y emocional que el que el compositor había empleado anteriormente, un lenguaje que abandonaría más tarde.
Los cuatro movimientos siguen la estructura de la arcaica sonata da chiesa: lento, rápido, lento (minueto) y rápido. Sería la última ocasión que el compositor utilizara este esquema en una sinfonía. Es una pieza homotonal ya que todos sus movimientos comparten la misma tónica, fa menor y el trio está en su homónimo mayor (fa mayor), creando por un momento un atisbo de luz en una atmósfera por lo general sombría. Haydn genera unidad en parte al usar fa (mayor o menor) como tónica de todos los movimientos. Los movimientos rápidos se caracterizan por ir hacia delante y su inagotable energía. En aquella época el fa menor era la tonalidad apropiada para escenas sombrías y sobrenaturales en obras escénicas, así como para la expresión de la pasión en obras instrumentales, como la Sonata Appassionata de Beethoven. que están organizados en el antiguo formato de "sonata de iglesia": cuatro movimientos en el orden lento-rápido-lento-rápido; aquí, el tercer movimiento es un minueto y trío lento. La obra está compuesta para dos oboes, dos trompas, fagot y cuerdas.

### I.Adagio
El primer movimiento, Adagio, está escrito en la tonalidad de fa menor, en compás de 3/4 y sigue la forma sonata. Desde el comienzo se percibe una gran seriedad, típica de las obras de Haydn en formato de sonata da chiesa. La dinámica contrastante no disminuye la atmósfera oscura, que continúa durante el resto de la sinfonía.

### II.Allegro di molto
El segundo movimiento, Allegro di molto, está en fa menor, en compás de 4/4 y también adopta la forma sonata. Es quizá el movimiento más "apasionado" de la pieza. El motivo inicial salta violentamente antes de que un gesto ferozmente sincopado se haga cargo. Tras una modulación a la bemol mayor y una repetición de la exposición, se abre una intensa sección de desarrollo, que contiene presentaciones casi completas de los temas de la exposición, pero en las armonías "incorrectas". En el desarrollo lo más llamativo es el regreso a la tonalidad original del sereno tema secundario. Amplios contrastes dinámicos se materializan inesperadamente a lo largo del movimiento, mientras que los pasajes de síncopa producen energía nerviosa.

### III.Menuet – Trio
El tercer movimiento, Menuet – Trio, está en fa menor que en el trío pasa a fa mayor y en compás de 3/4. El minueto se inicia con el mismo motivo que el Allegro. El minueto y el trío brindan un bienvenido descanso de la atmósfera sombría de los dos primeros movimientos. El trío proporciona contraste cambiando al modo mayor.

### IV.Finale. Presto
El cuarto y último movimiento, Finale. Presto, retoma la tonalidad inicial, el compás es alla breve y también responde a la forma sonata. Es un movimiento monotemático que está relacionado temáticamente con los movimientos anteriores. Es más notable por su material melódico altamente concentrado. Una vez más, Haydn no intenta aligerar la atmósfera de la pieza de ninguna manera.